# La comèdia del bagul
Vidularia és una obra de Titus Maccius Plautus, coneguda com La comèdia del bagul. D'aquesta obra, només es conserven uns cent versos en fragments dispersos. Es creu que era molt semblant a Rudens perquè també apareixen dos pescadors, Gorgines i Cacisto. L'argument podia ser així: el jove Nicodemo, víctima d'un naufragi, treballa en la casa de Dinia, un home gran que després resulta ser el seu pare, fet que sabrà quan recupera del mar un bagul on hi ha objectes seus que faciliten el seu reconeixement.

## Edicions
- Wilhelm Studemund: Commentatio de Vidularia Plautina, Greifswald 1870.
- Friedrich Ritschl, Gustav Loewe, Georg Goetz, Fritz Schöll: T. Macci Plauti Comoediae: recensuit instrumento critico et prolegomenis auxit Fridericus Ritschelius sociis operae adsumptis Gustavo Loewe, Georgio Goetz, Friderico Schoell, Band 4, Leipzig 1890.
- Friedrich Leo, Titus Maccius Plautus: Comoediae. Reconsuit et emandavit Fridericus Leo, Band 2, Berlin 1896.
- Wallace Martin Lindsay, T. Macci Plauti Comoediae. Recognovit brevique adnotatione critica instruxit W. M. Lindsay, Band 2, Oxford 1905.
- Roberto Calderán, Vidularia: Introduzione, testo critico e commento, Palermo 1982.
- Salvator Monda, Titus Maccius Plautus. Vidularia et deperditarum fabularum fragmenta. Editio Plautina Sarsinatis, 21, Sarsinae/Urbini 2004 (vide commentum a Michael Fontaine, Bryn Mawr Classical Review 2005.05.36 (textus)